# São Lourenço do Piauí
São Lourenço do Piauí este un oraș în Piauí (PI), Brazilia.